# Henry W. Howgate
Henry Williams Howgate (24 mars 1835 - Washington, 1er juin 1901) est un officier de l'United States Army Signal Corps et l'organisateur d'explorations arctiques. Il a provoqué un scandale après avoir détourné plus de 133 000 $. Se dérobant aux autorités en l'attente de son procès, il s'enfuit avec sa maîtresse et passe treize ans à se soustraire à sa capture.

## Biographie
Fils d'un commerçant britannique, il immigre aux États-Unis en 1855 et y travaille comme journaliste.
En 1866, il épouse Cordelia Day et rencontre sa maîtresse Nellie Burrell au début de sa carrière militaire.
Sous-lieutenant au 22e Régiment d'infanterie des Volontaires du Michigan (1862), il devient en 1863 premier-lieutenant à l'U.S. Signal Corps. En 1867, il rejoint le 20e Régiment d'infanterie et sert dans le Corps des transmissions. Il y est nommé responsable des expéditions polaires.
En 1877, il organise une expédition pour établir des relations avec les esquimaux. Il engage alors George Emory Tyson pour diriger le Florence. Le navire part de New London le 2 août 1877 et hiverne à Annanactook (Baie Cumberland, le 12 septembre. Il atteint Qeqertarsuaq le 31 juillet 1878 et rentre à Boston Harbor, le 30 octobre 1878 après un voyage riche en études scientifiques.
En 1880, Howgate est chargé d'organiser une deuxième expédition scientifique et géographique au Groenland dans le cadre de l'Année polaire internationale de 1881. Après le retrait de l'Armée et de la Marine américaine du projet, il parvient à la financer par des fonds privés. Le Gulnare part ainsi en juillet 1880 sous le commandement de Gustavus Cheyney Doane avec à son bord David Legge Brainard, George W. Rice (en), Octave Pavy et Henry Independence Clay. Le 3 août, le navire est endommagé dans un coup de vent et atteint Disko, le 8 août. La réparation dure jusqu'au 21 août et retourne à Saint-Jean de Terre-Neuve sans avoir réalisé de résultats scientifiques notables.
Howgate sollicite alors l'aide internationale et s'appuie sur les conseils de Karl Weyprecht et Julius von Payer pour l'établissement de stations d'observation fixes en arctique. Il reçoit des centaines de milliers de dollars pour planifier une nouvelle expédition nommée Lady Franklin Bay Expedition (LFBE). Le but est d'établir une base permanente au Nord-Est de l'île d'Ellesmere.
Craignant que son détournement de fonds publics soit découvert, il démissionne de la commission militaire le 7 décembre 1880. Une enquête est alors ouverte. Incarcéré le 15 août 1881 à Mount Clemens, il est inculpé en 1882 mais parvient à s'échapper le 13 avril 1882 lors d'une visite à sa fille. Il est condamné le 24 mai 1883 mais reste insaisissable.
Réfugié à Escanaba avec sa maîtresse, il y travaille comme journaliste sous le pseudonyme de HW Harrison. Capturé le 28 septembre 1894 à New York où il travaillait comme libraire-imprimeur, il est emprisonné au pénitencier d'Albany.
Libéré en décembre 1900, il meurt d'une hémorragie cérébrale en 1901.

## Œuvres
- Polar Colonization: Memorial to Congress and Action of Scientific and Commercial Associations, 1879
- The Cruise of the Florence; Or, Extracts from the Journal of the Preliminary Arctic Expedition of 1877-1878 (publié en 2010)